# Boraja (hegység)
A Boraja egy alacsony hegység Horvátországban, Dalmácia területén. A Dinári-hegység része.

## Fekvése
Körülbelül 15 kilométerre található Trogirtól északnyugatra.

## Leírása
A Boraja legmagasabb csúcsa 675 méter magas. Területe felső-krétai, turoni és szenon kori kőzetekből épül fel, amelyeket leginkább dolomit közbenső rétegekkel ellátott mészkövek képviselnek. Felszíni talajvíz nincs, az esővíz csak rövid ideig marad a felszínen, majd a föld alá szivárog. Leginkább csupasz (sziklás), ritka növényzettel rendelkezik, mely a juhok legeltetésére alkalmas. Az azonos nevű falu a hegy északnyugati lábánál fekszik szétszórtan.